# Piper cuspidibracteatum
Piper cuspidibracteatum är en pepparväxtart som beskrevs av Truman George Yuncker. Piper cuspidibracteatum ingår i släktet Piper och familjen pepparväxter. Inga underarter finns listade i Catalogue of Life.